# Дар-Тамуш
Дар-Тамуш (перс. درتموش) — село в Ірані, у дегестані Південний Амлаш, у Центральному бахші, шагрестані Амлаш остану Ґілян. За даними перепису 2006 року, його населення становило 6 осіб, що проживали у складі 5 сімей.

## Клімат
Середня річна температура становить 14,53 °C, середня максимальна – 28,52 °C, а середня мінімальна – 0,40 °C. Середня річна кількість опадів – 1026 мм.
| Клімат поселення                              | Клімат поселення | Клімат поселення | Клімат поселення | Клімат поселення | Клімат поселення | Клімат поселення | Клімат поселення | Клімат поселення | Клімат поселення | Клімат поселення | Клімат поселення | Клімат поселення | Клімат поселення |
| Показник                                      | Січ.             | Лют.             | Бер.             | Квіт.            | Трав.            | Черв.            | Лип.             | Серп.            | Вер.             | Жовт.            | Лист.            | Груд.            |                  |
| Середній максимум, °C                         | 11,75            | 11,36            | 12,59            | 17,58            | 21,70            | 26,79            | 28,52            | 28,40            | 24,15            | 20,95            | 16,70            | 12,36            |                  |
| Середня температура, °C                       | 6,27             | 5,86             | 7,10             | 12,10            | 16,21            | 21,33            | 24,22            | 24,12            | 19,88            | 16,67            | 12,44            | 8,10             |                  |
| Середній мінімум, °C                          | 0,79             | 0,40             | 1,63             | 6,62             | 10,74            | 15,86            | 19,94            | 19,84            | 15,60            | 12,40            | 8,15             | 3,81             |                  |
| Норма опадів, мм                              | 91               | 79               | 83               | 49               | 48               | 34               | 31               | 51               | 113              | 185              | 144              | 118              |                  |
| Середньомісячна швидкість вітру, м/с          | 2.32             | 2.52             | 2.51             | 2.42             | 2.30             | 2.18             | 2.53             | 2.20             | 2.03             | 2.11             | 2.08             | 2.22             |                  |
| Середньомісячна сонячна радіація, кДж/м²·день | 7224             | 9306             | 11237            | 15455            | 19284            | 21005            | 21782            | 18523            | 15167            | 10894            | 8779             | 6872             |                  |
| --------------------------------------------- | ---------------- | ---------------- | ---------------- | ---------------- | ---------------- | ---------------- | ---------------- | ---------------- | ---------------- | ---------------- | ---------------- | ---------------- | ---------------- |
| Джерело:                                      |                  |                  |                  |                  |                  |                  |                  |                  |                  |                  |                  |                  |                  |